# Call My Name (Cheryl Cole)
Call My Name è una canzone di Cheryl Cole, pubblicata l'8 giugno 2012 come primo singolo estratto dal suo terzo album di inediti intitolato A Million Lights, la cui pubblicazione è avvenuta il 18 giugno 2012. Il singolo è stato scritto e prodotto da Calvin Harris.

## Video musicale
Il video musicale è stato girato a Los Angeles da Anthony Mandler ed è uscito il 2 maggio 2012 sul canale VEVO della cantante.

## Tracce
Download digitale
1. Call My Name - 3:28

Remix
1. Call My Name (Wideboys Remix) - 3:11

## Successo commerciale

### Regno Unito
Call My Name ha debuttato al primo posto nel Regno Unito con 152 001 copie vendute in una sola settimana. Il brano è, pero, il meno venduto, per quanto riguarda le vendite nel corso della prima settimana, rispetto ai precedenti primi singoli dai due album della cantante; 3 Words (estratto dall'album omonimo) aveva, infatti, venduto 292 846 nel 2009 mentre Promise This (estratto da Messy Little Raindrops), 157 210 copie nel 2010. La settimana successiva, Call My Name è sceso alla 2ª posizione, vendendo 70 640 copie (il 53% in meno della settimana precedente). Nella sua terza settimana consecutiva di presenza, con un decremento delle vendite del 32% (47 432 copie vendute), è sceso al 5º posto. Scende ancora alla 10ª posizione con una vendita pari a 33 287 copie superando le 300 000 copie vendute in meno di un mese.
A fine luglio è stato reso noto che il singolo ha superato le 350 000 copie vendute nel solo Regno Unito. È stato il 34º singolo più venduto nel corso del 2012, con un totale di 420 700 copie distribuite.

## Classifiche

### Classifiche internazionali
| Classifica (2012) | Posizione massima |
| ----------------- | ----------------- |
| Australia         | 49                |
| Belgio (Fiandre)  | 86                |
| Irlanda           | 1                 |
| Nuova Zelanda     | 13                |
| Paesi Bassi       | 97                |
| Polonia           | 5                 |
| Regno Unito       | 1                 |
| Repubblica Ceca   | 48                |
| Ungheria          | 26                |

### Classifiche di fine anno
| Classifica (2012) | Posizione | Vendite       |
| ----------------- | --------- | ------------- |
| Regno Unito       | 34        | 420 700 copie |